# 宜蘭河

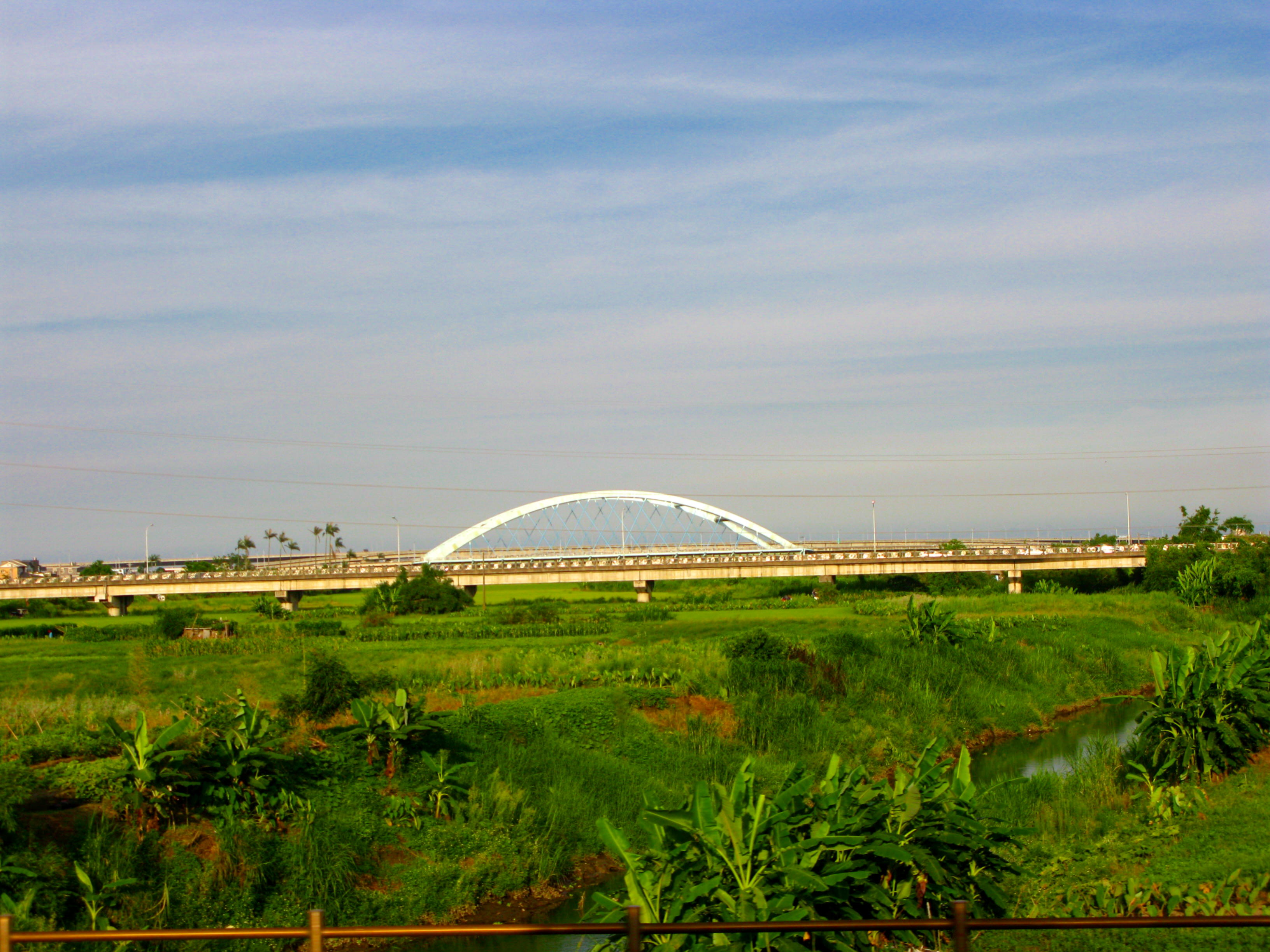
黎霧橋（遠）、下渡頭大橋（近）橫越宜蘭河

宜蘭河，位於台灣蘭陽平原，是宜蘭縣的主要河川蘭陽溪支流之一，全長25公里，流域總面積149平方公里，發源於宜蘭縣礁溪鄉與新北市烏來區界雪山山脈的大礁溪山和小礁溪山，主要的支流有大礁溪、小礁溪、五十溪等，這些支流在交會後，依序貫穿宜蘭市、壯圍鄉境，於入海口不遠處的噶瑪蘭大橋附近，與蘭陽溪會合後注入太平洋。另外，宜蘭河是台灣少數以「河」為名的河川。

## 治理
因爲宜蘭縣的降水量非常多，所以自古以來水患問題頻仍。爲了防止水患，日治時代宜蘭廳長西鄉菊次郎計劃修建宜蘭河的堤防。